# Rheinaue Zons-Rheinfeld und Altrheinschlinge Zons
Das Naturschutzgebiet Rheinaue Zons-Rheinfeld und Altrheinschlinge Zons liegt auf dem Gebiet der Stadt Dormagen im Rhein-Kreis Neuss in Nordrhein-Westfalen.
Das Gebiet erstreckt sich nordöstlich der Kernstadt Dormagen und südöstlich von Zons entlang des östlich fließenden Rheins.

## Beschreibung
Das etwa 156 ha große Gebiet wurde im Jahr 1998 unter der Schlüsselnummer NE-013 unter Naturschutz gestellt und umfasst folgende drei Flächen: Die Lindenallee zwischen der Feste Zons und dem Diergardthof im Süden, den Grünlandbereichen im Süden und Osten der Feste Zons und die Rheinaue zwischen Feste Zons und Bayer Dormagen.
Die Lindenallee ist 230 m lang, besteht aus 26 Winterlinden mit einem Brusthöhendurchmesser von 60–80 cm. Die Allee ist in sich sehr geschlossen und in einem guten Zustand. Es gibt in ihr einige kleine bis mittelgroße Faulhöhlen, die potentiell wichtig für Höhlenbrüter sind. Neben ihren kulturhistorischen Bedeutung besitzt die Allee zusammen mit einigen Kleingehölzen eine wichtige Funktion für die Biotopvernetzung des Stadtgebietes von Zons mit dem Grünland-Acker-Komplex im Süden.
Die Grünlandbereiche im Süden und Osten von Zons sind eine durch Baumreihen, Einzelbäume und Kopfweiden gut strukturierte Grünfläche, zu der auch Flutmulden und Gräben gehören.
Die Rheinaue umfasst das Rheinüberflutungsareal mit teilweise noch natürlichen Geländeformen (Kolke, Altstromrinnen, Terrassenkante) einschließlich des Winterdeiches zwischen Feste Zons und Bayer Dormagen. Die Aue wird mit Ausnahme des direkten Uferstreifens intensiv landwirtschaftlich genutzt, insbesondere im südlichen Teil findet Ackerbau statt. Auf dem Deich befinden sich noch artenreiche Glatthaferwiesen oder seltener Reste der Salbei-Trockenrasen-Gesellschaft. Insgesamt ist die Aue durch Einzelbäume und Gehölzgruppen gut strukturiert. Die typischen Kopfweiden sind in großer Zahl vertreten und die höhlenreichen Altbäume sind für Höhlenbrüter von besonderer Bedeutung. Am Rheinufer wechseln mehr oder weniger vegetationsfreie Sand- und Schotterflächen mit artenreichen, nitrophilen Staudenfluren und Röhrichtbeständen. Hinzu kommen Ufergehölze, meist Weiden, aber auch Pappeln und seltener auch Erlen. Es handelt sich bei diesem Raum um ein Verbindungsglied zwischen den Auennaturschutzgebieten „Zonser Grind“ und „Rheinaue Worringen-Langel“. Der Auenabschnitt ist Teil einer bundesweit bedeutsamen Verbundachse der Rheinschiene.

## Schutzziele
Schutzziele sind
- Erhaltung einer Allee als kulturhistorisches Objekt, Habitat für Höhlenbrüter u. a. Vögel und vernetzendes Element im Rahmen des lokalen Biotopverbundes,
- Erhalt und Optimierung gut strukturierter Grünlandbereiche in einem ansonsten ackerbaulich genutzten Raum,
- Erhalt, Optimierung und Wiederherstellung der Rheinaue als bundesweit bedeutende Verbundachse innerhalb der Rheinschiene.[1]

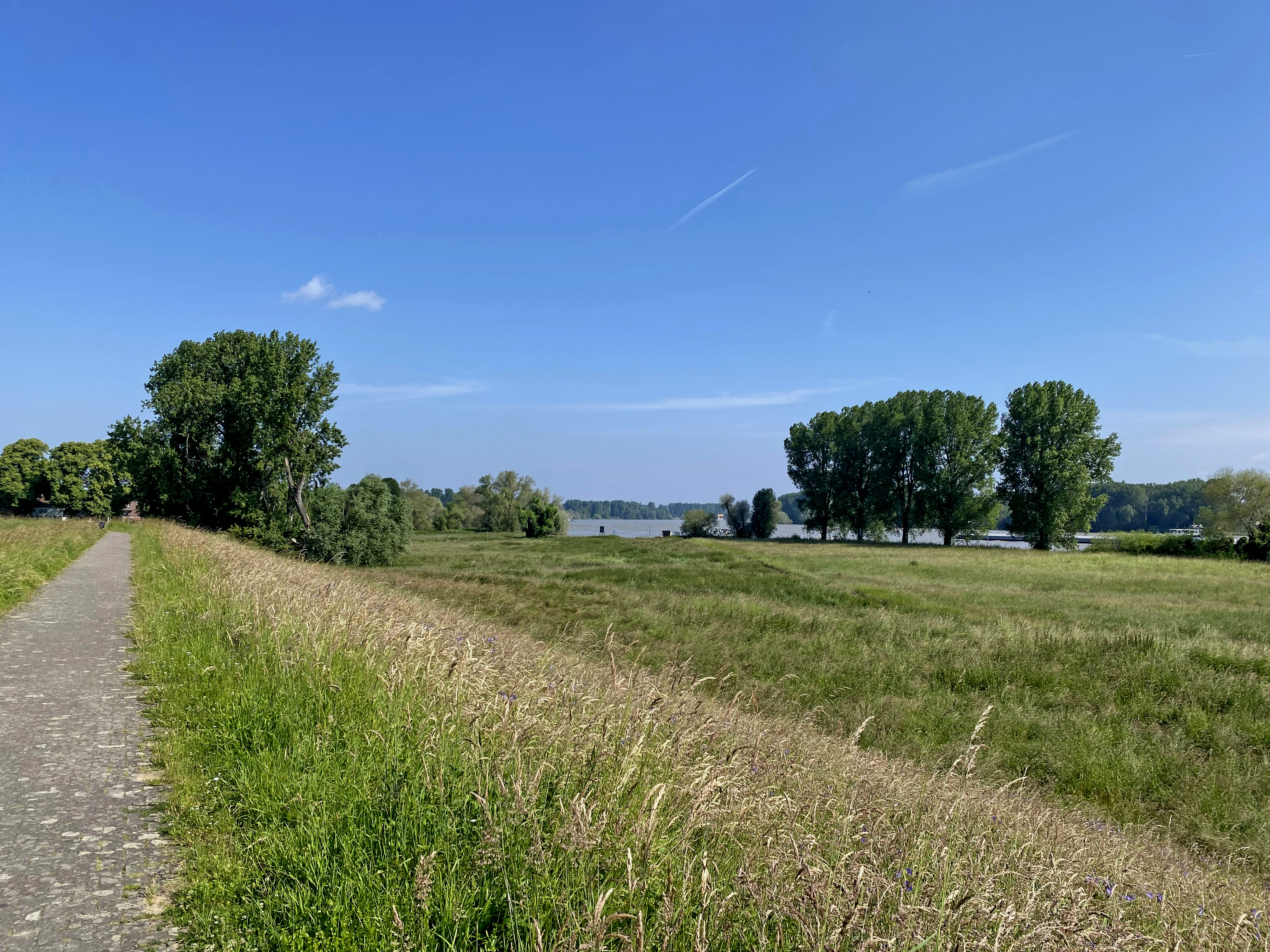
Blick vom Winterdeich über die Rheinaue
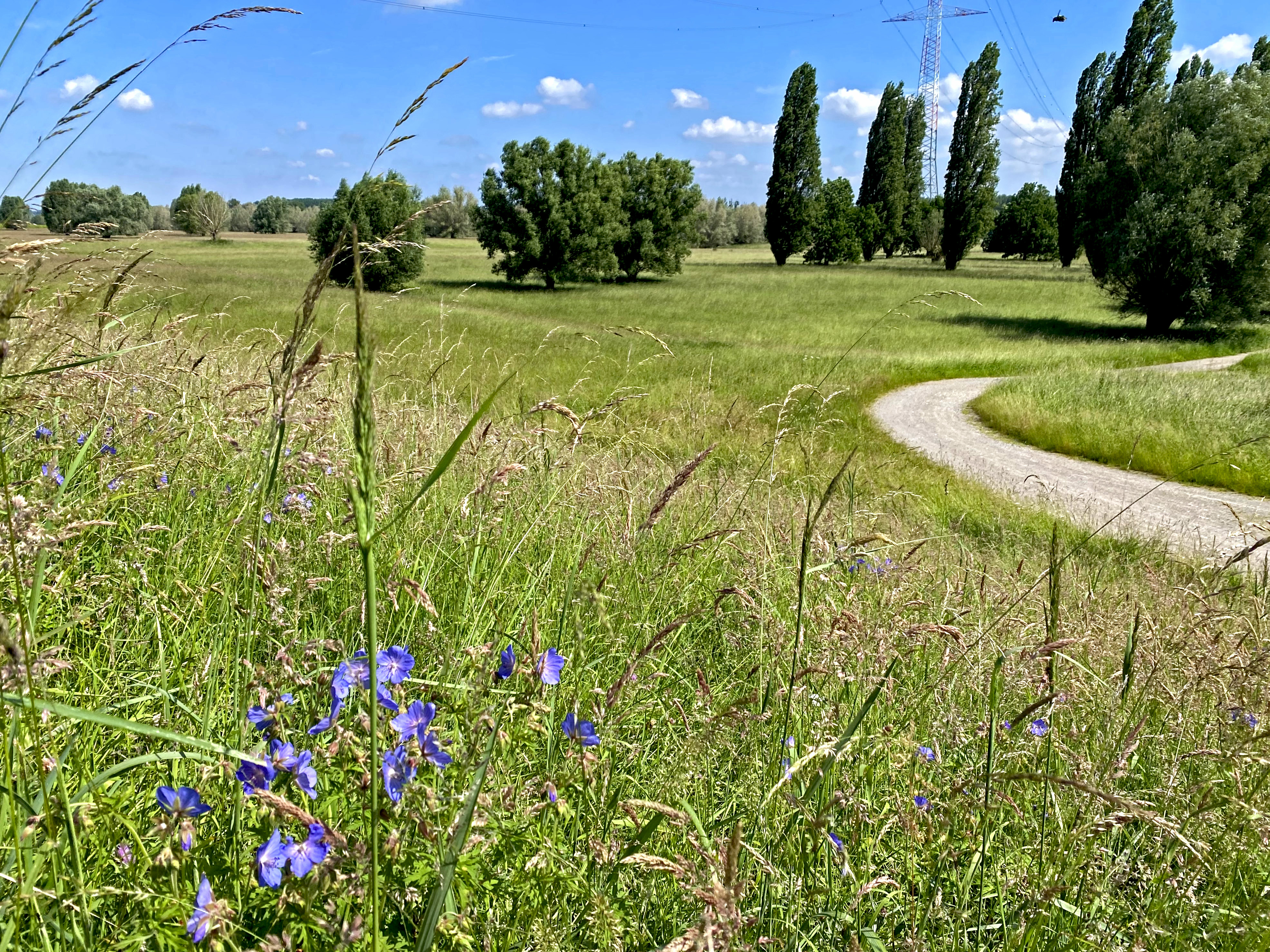
Blütenreicher Deichdamm – Rheinaue mit vielfältiger Gehölzstruktur
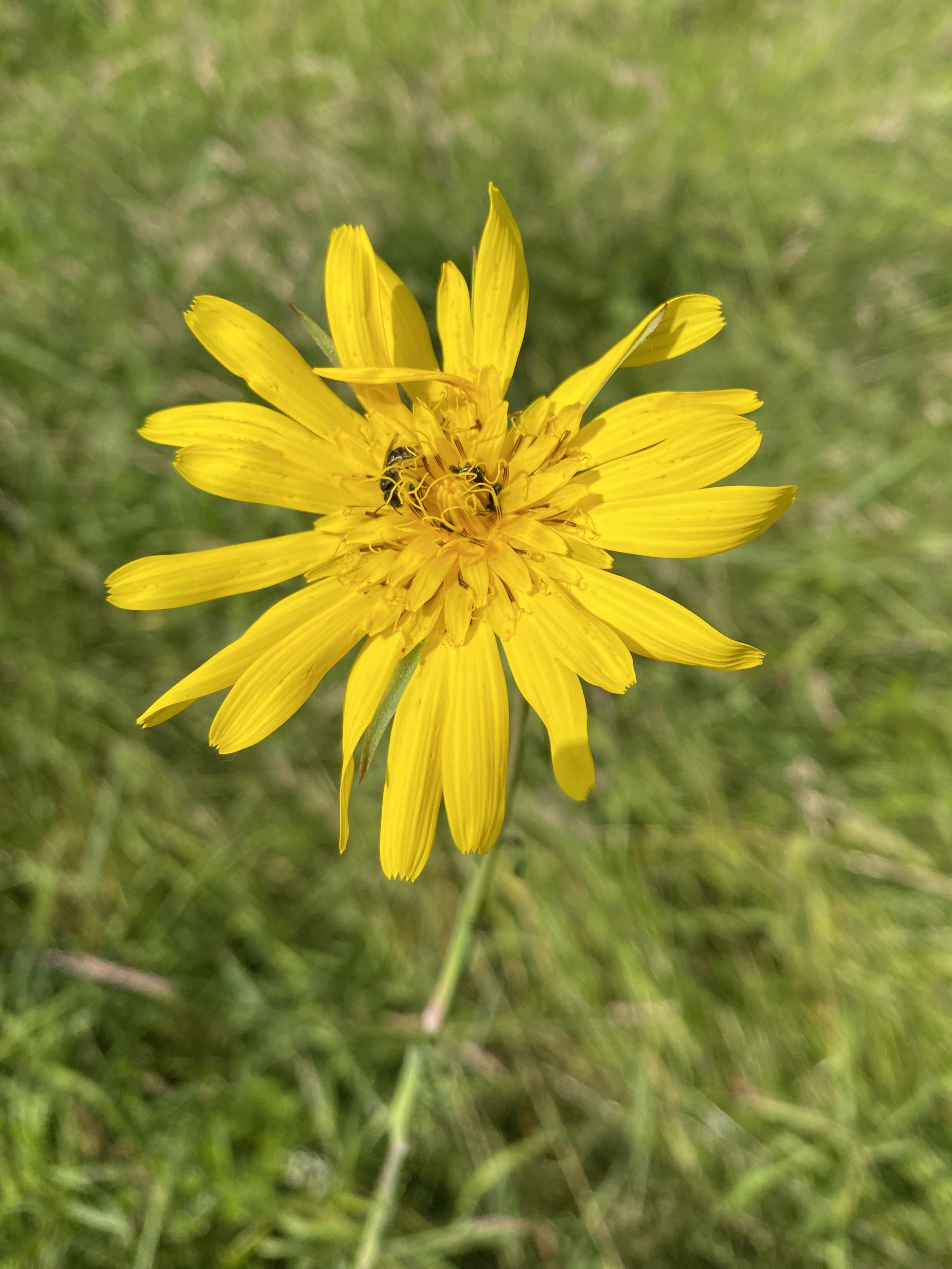
Wiesen-Bocksbart
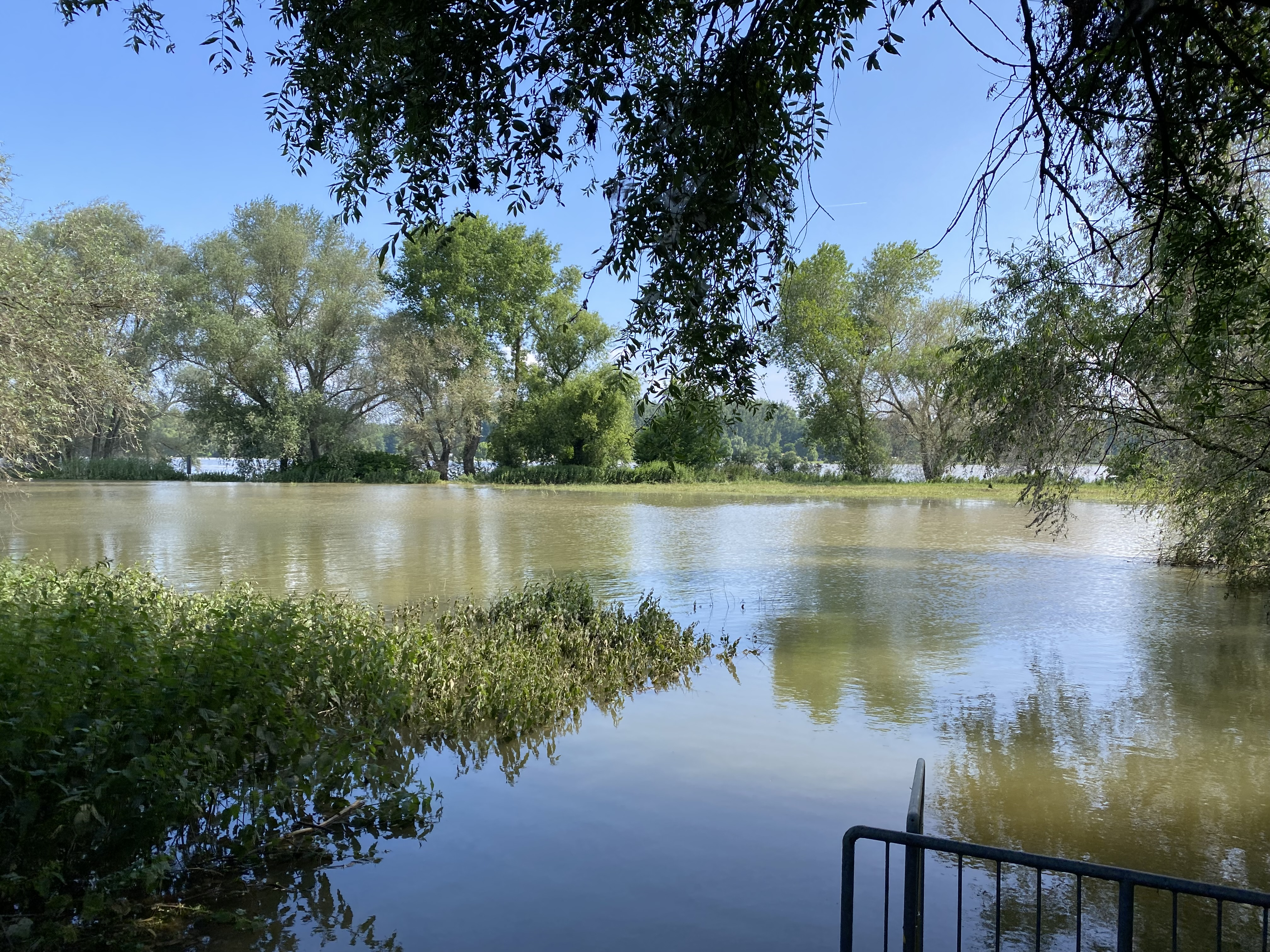
Hochwasser-Vogelparadies in der Rheinaue Zons
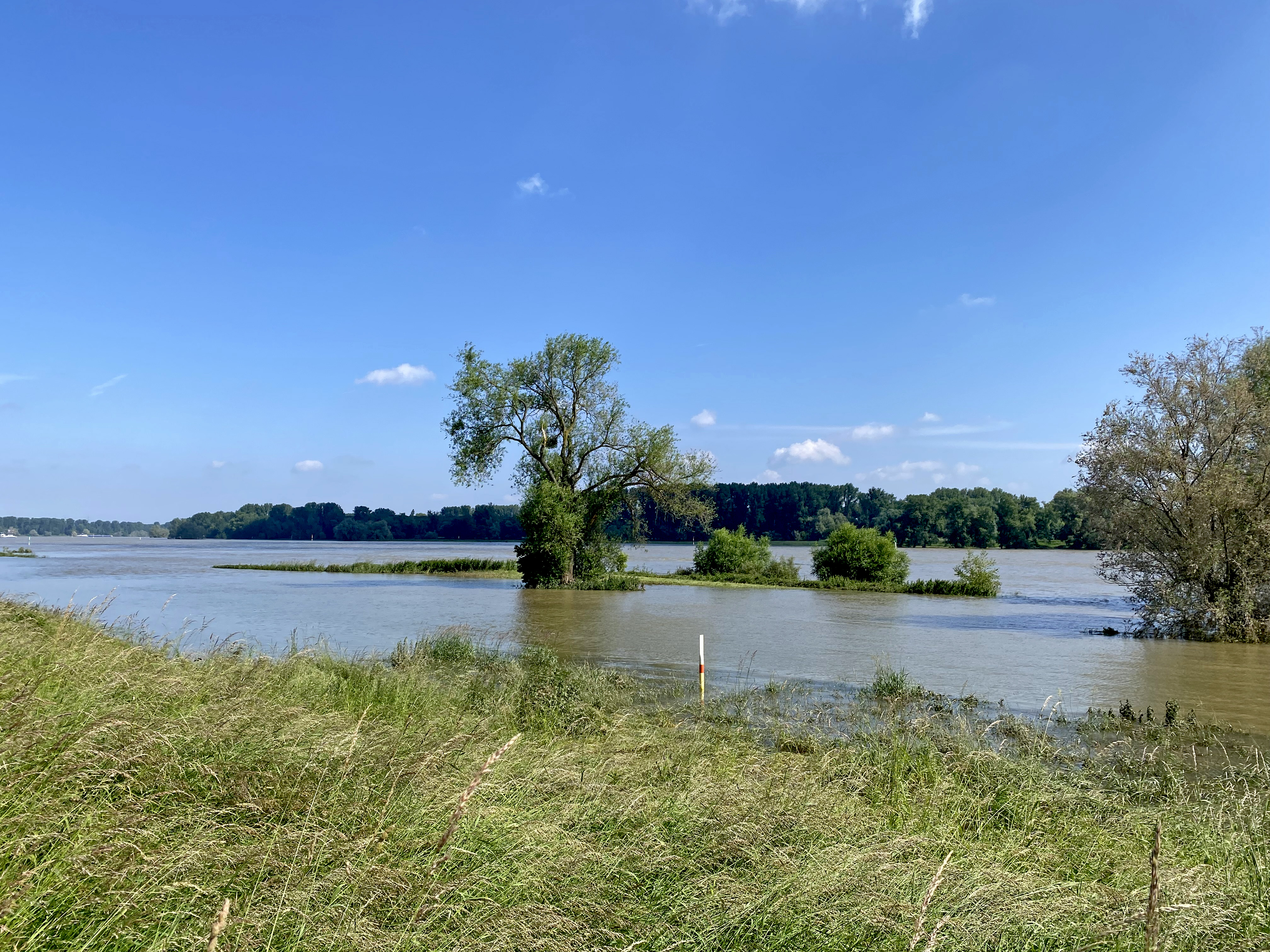
Rheinufer bei Hochwasser
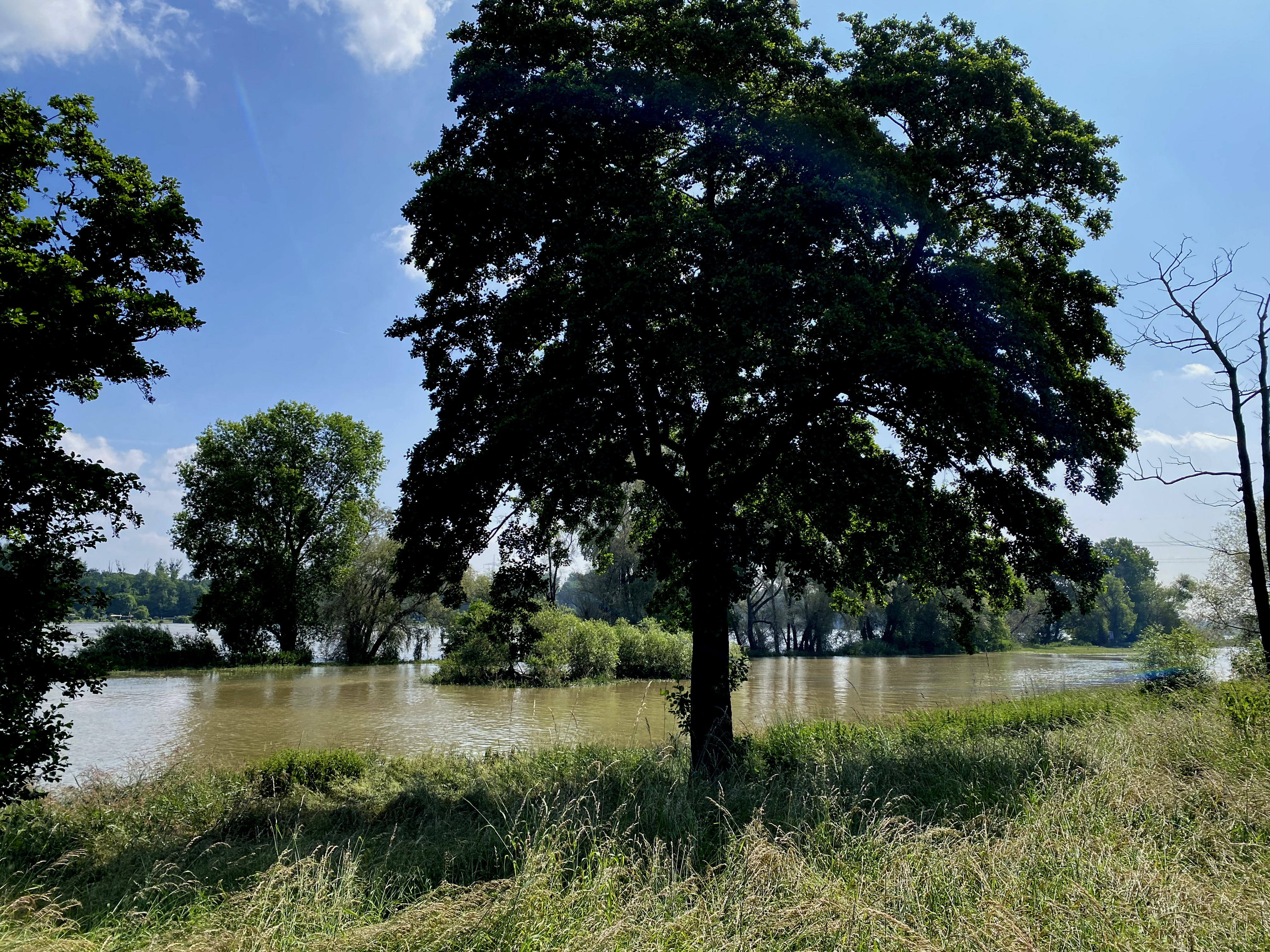
Rhein-Hochwasser
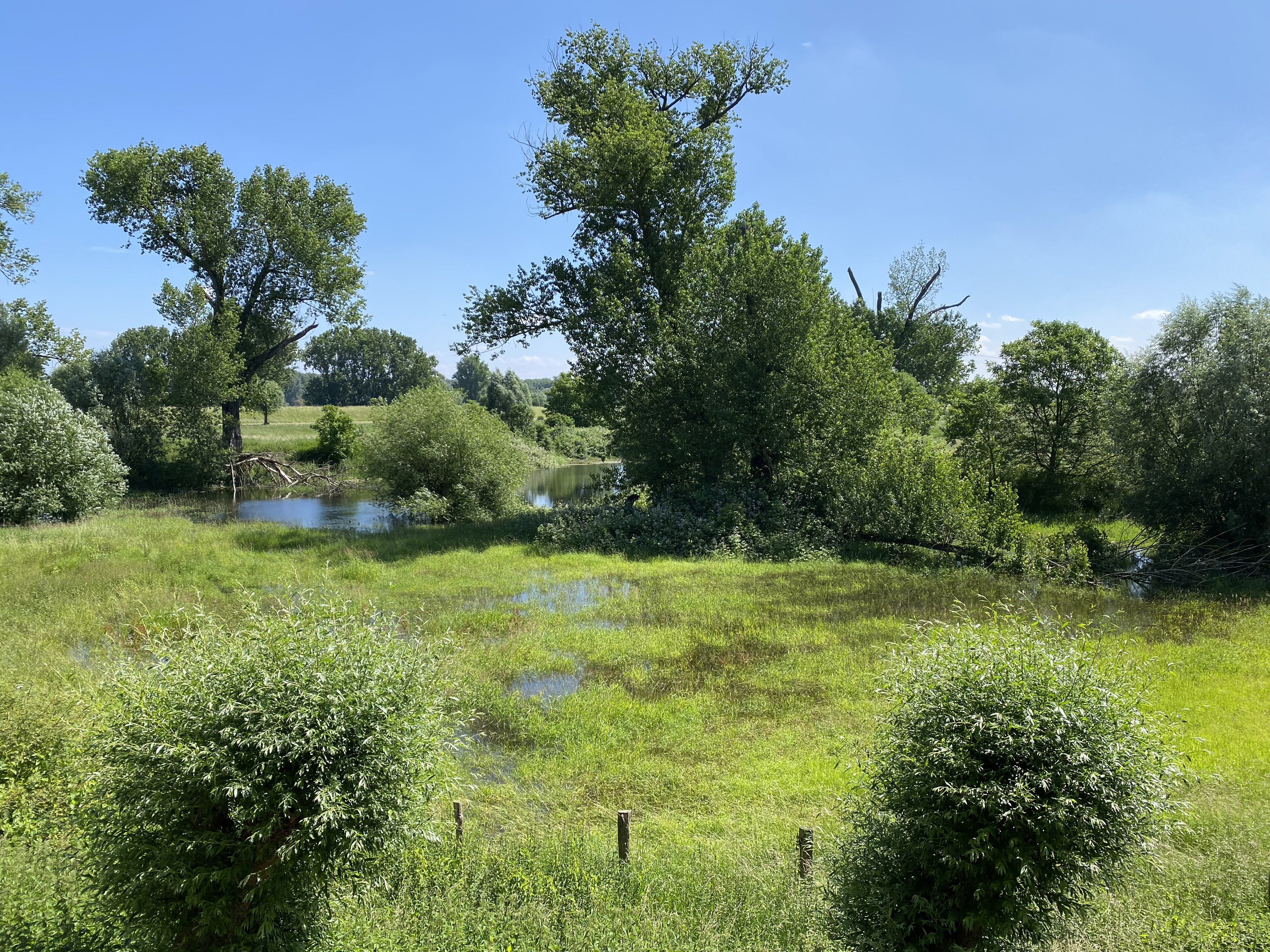
Feuchtgebiet östlich der Stadtmauer von Zons
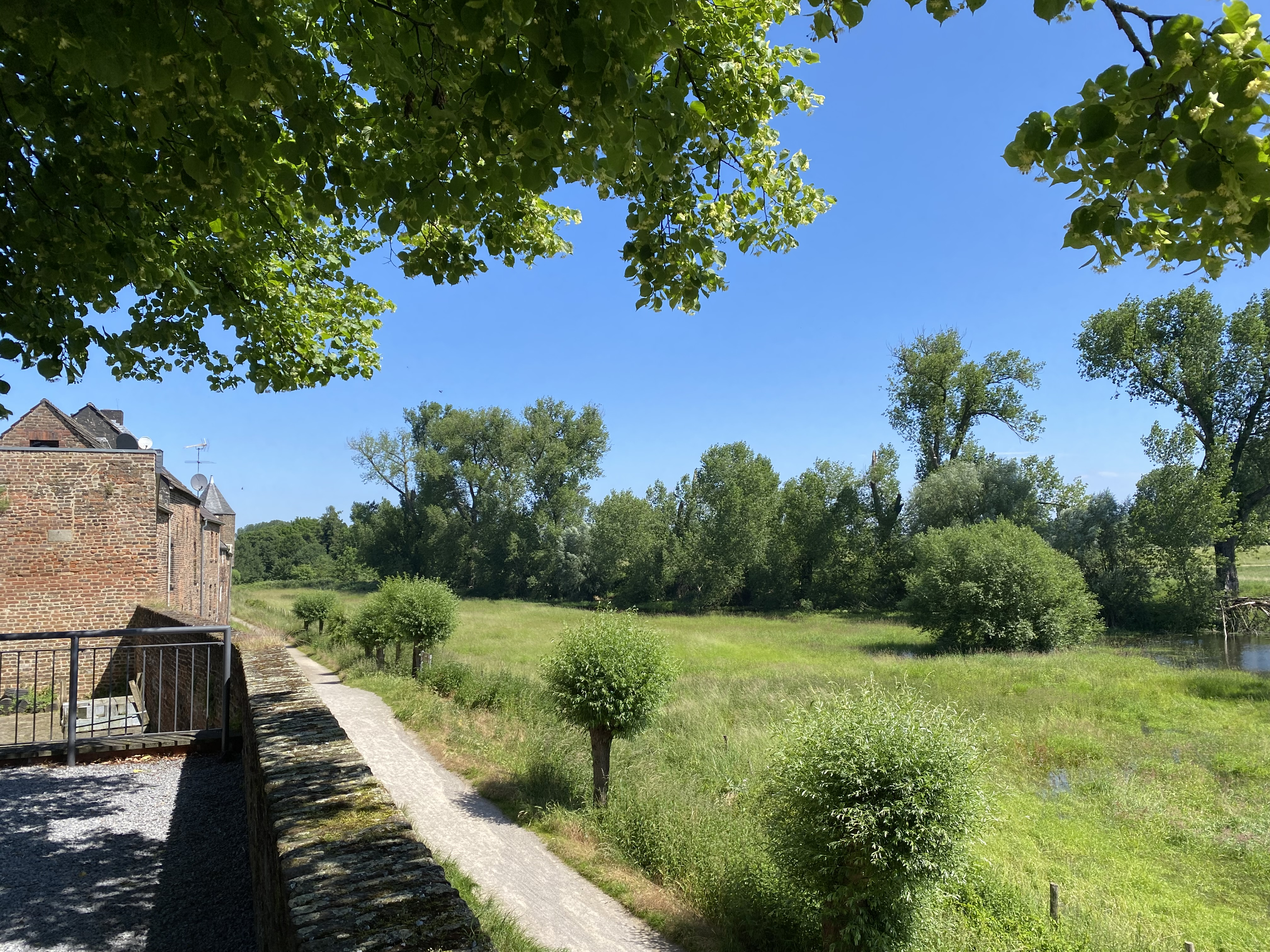
Blick von der Stadtmauer auf den östlichen Grünlandbereich
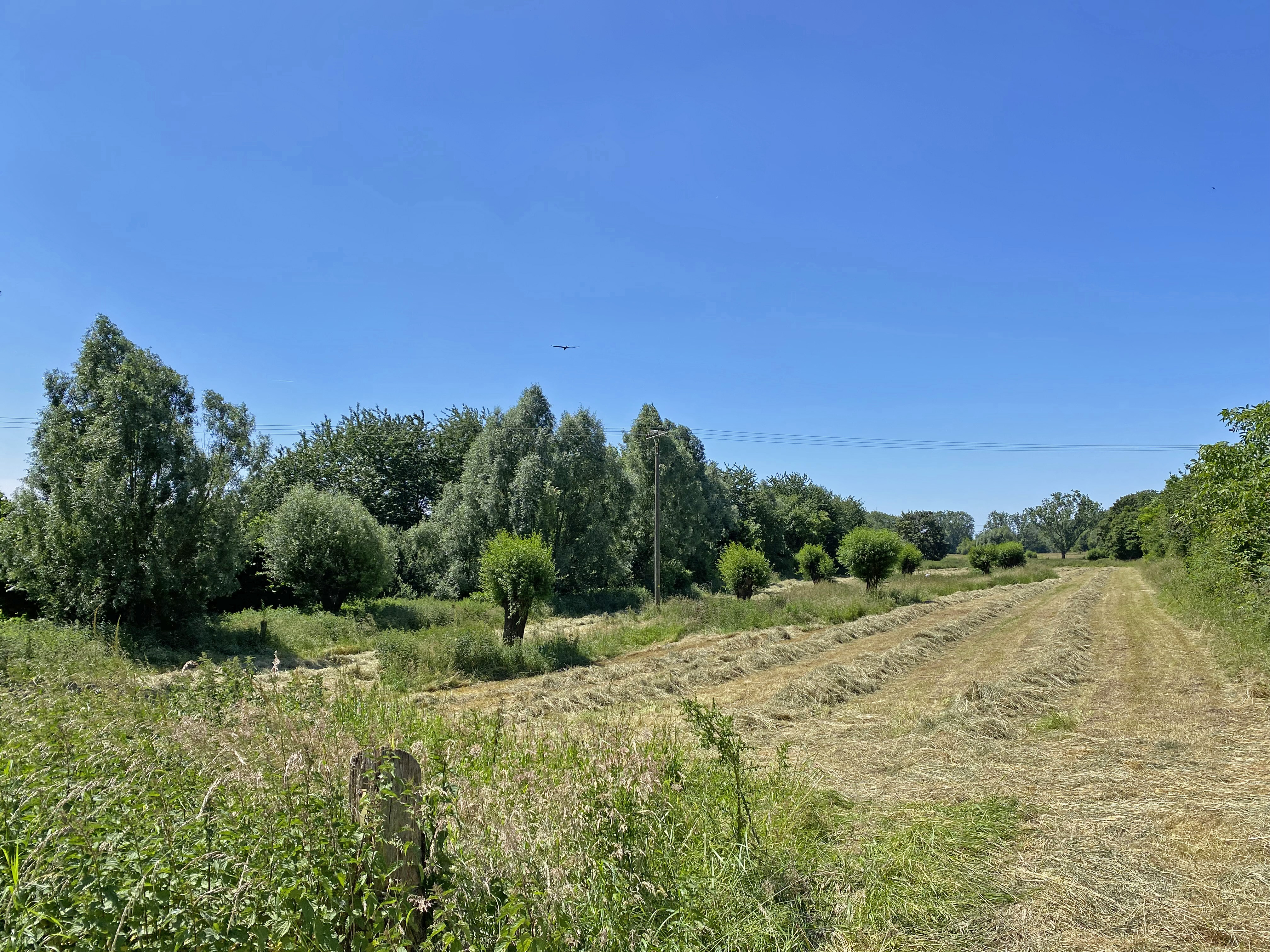
Grünlandbereich südlich Feste Zons
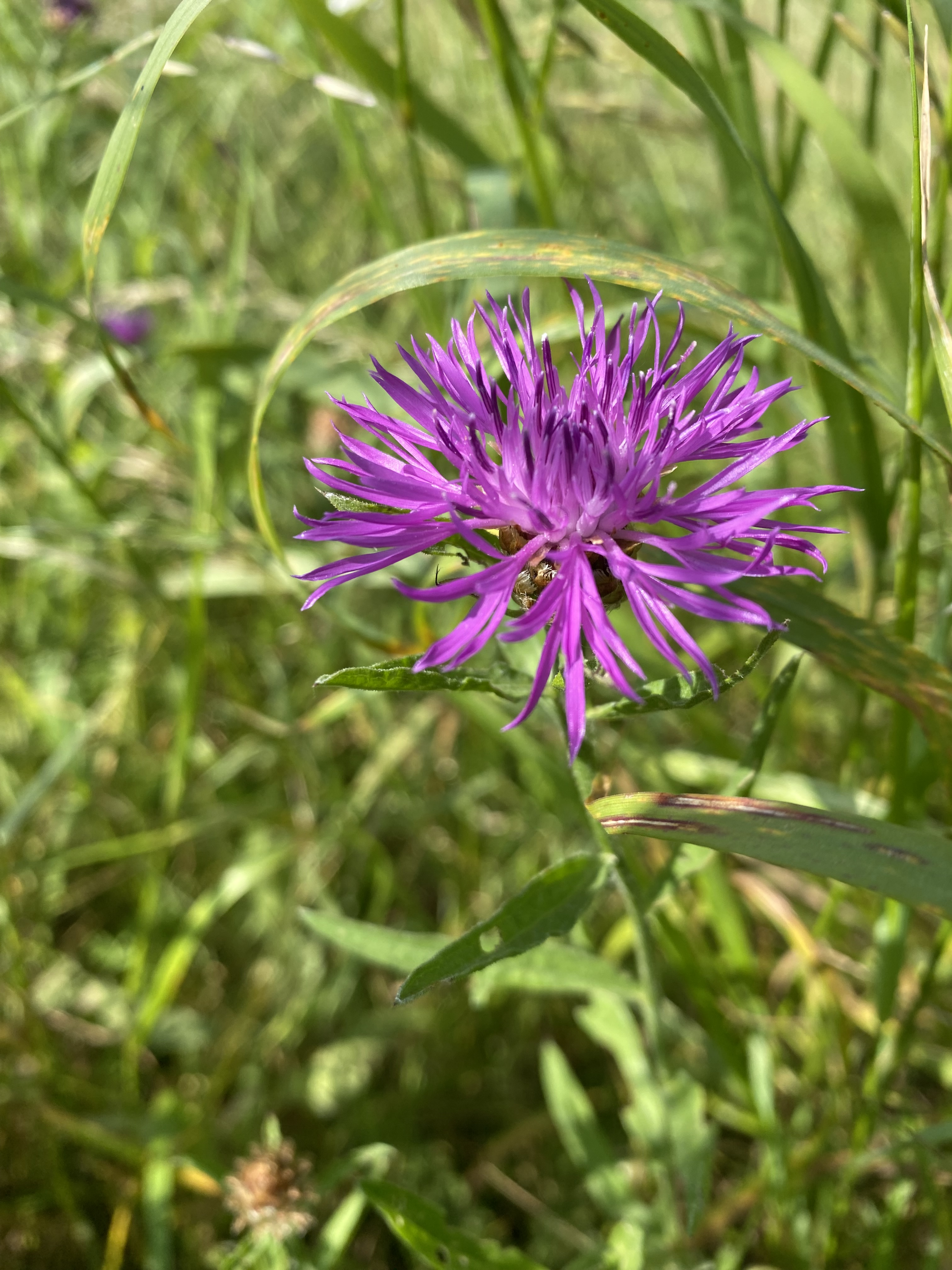
Wiesen-Flockenblume
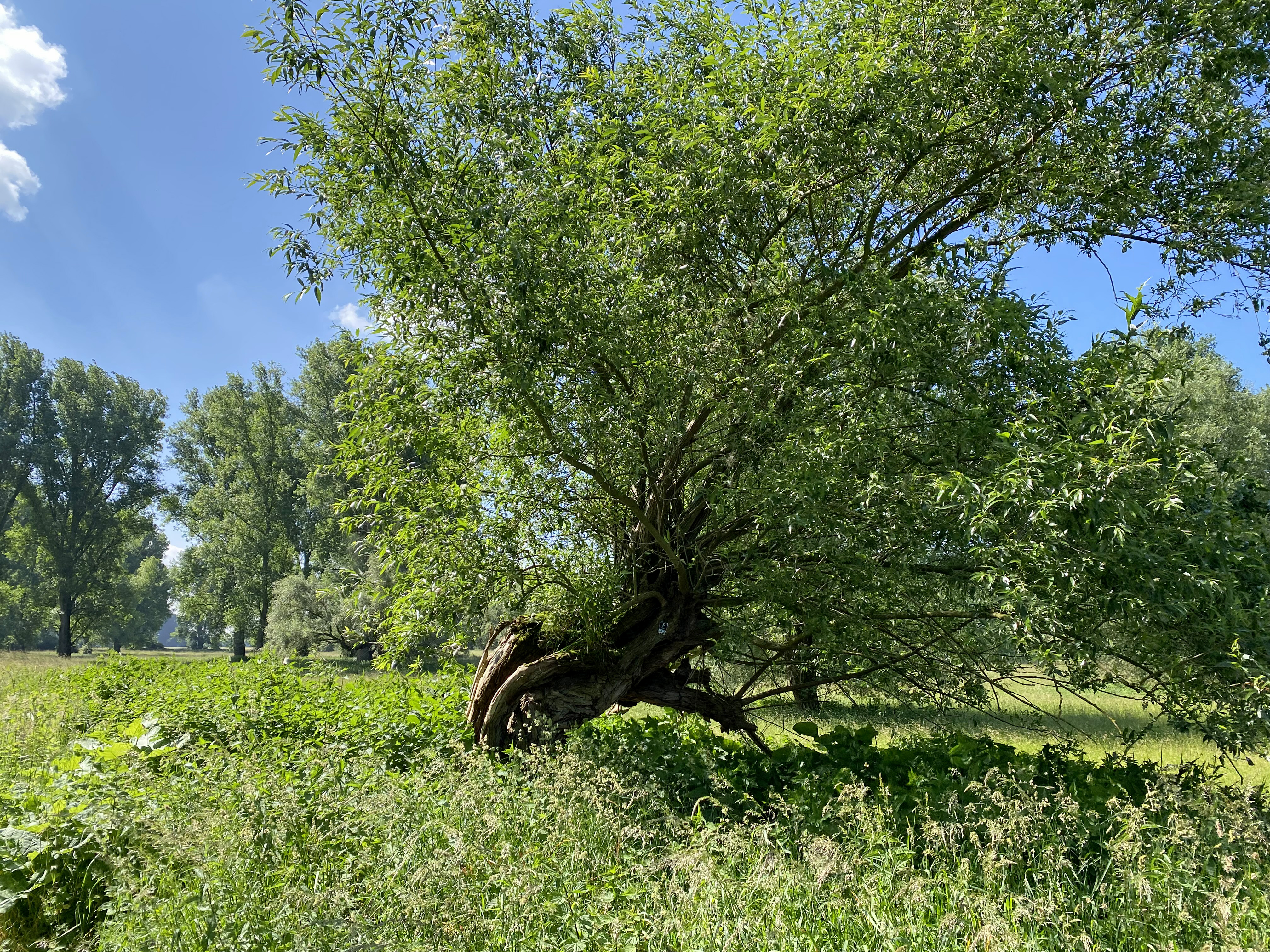
Alte Kopfweide
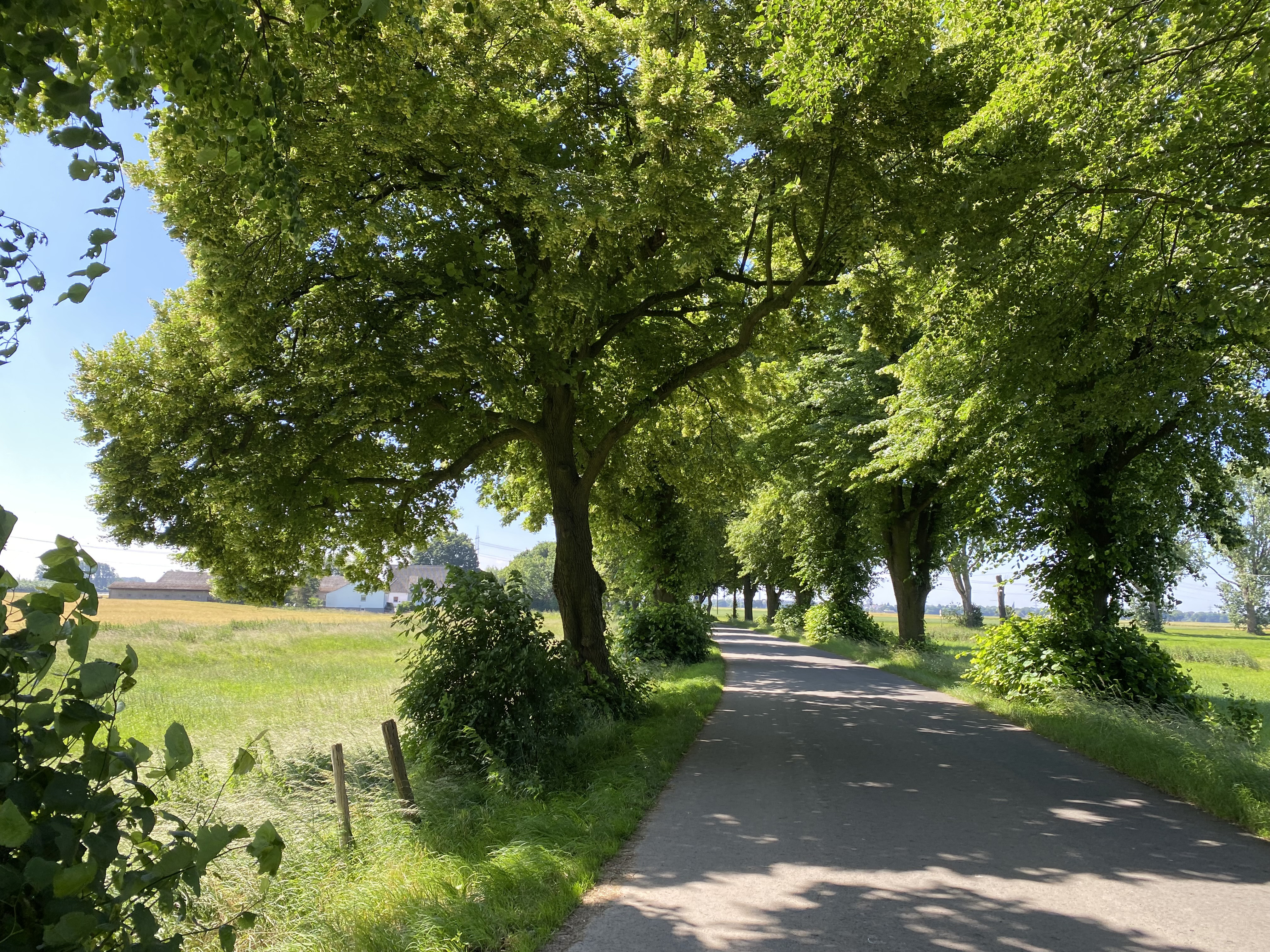
Die Lindenallee zum Diergardthof